# Publika TV
Publika TV — бывший молдавский телеканал, основанный 7 апреля 2010 года. Вещал до 30 октября 2023 года. Третий по величине аудитории новостной канал в стране. Телеканал также вещает в Приднестровском регионе в сети IPTV. По утверждениям, является одним из двух телевизионных молдавских каналов вещающих в этом регионе. С 1 ноября 2012 года прекратилось вещание телеканала в кабельных сетях ПМР. 